# Dicyaandiamide
Dicyaandiamide of cyaanguanidine is een wit kristallijn poeder. Het is een amine, afgeleid van guanidine. Het is ook het dimeer van cyaanamide, waaruit het kan bereid worden.
De wereldwijde productie van cyaanguanidine in 2002 is geschat op 40.000 ton.

## Eigenschappen
Bij verhitting ontleedt de stof, waarbij giftige gassen gevormd worden, onder andere ammoniak.
De stof reageert hevig met sterk oxiderende middelen, zoals ammoniumnitraat, met kans op brand of explosie.

## Toepassingen
- In meststof: Dicyaandiamide wordt in de bodem gevormd bij het gebruik van kalkmeststof (calciumcyaanamide). Dat vormt in de bodem vrij cyaanamide, dat voor een deel verder reageert tot dicyaandiamide. Dit vertraagt de nitrificatie door Nitrosomonas-bodembacteriën van ammoniumverbindingen tot het voor planten schadelijke nitriet. Het dicyaandiamide wordt in de bodem zelf afgebroken tot ureum[2].
- Vroeger werd dicyaandiamide samen met sterke oxidatiemiddelen gebruikt als springstof.
- Het is een bouwsteen in de synthese van kunststoffen, meststoffen, farmaceutica en andere technische chemicaliën.
- De hevige reactie met sterke oxidatiemiddelen wordt, enigszins paradoxaal, ook toegepast in brandblusinstallaties als alternatief voor halonen. Een voorbeeld is het Stat-X systeem van het Amerikaans bedrijf Fireaway LLC[3]. Dit bestaat uit een fijn mengsel van kaliumnitraat en dicyaandiamide, samen met andere hulpstof(fen) in een houder van roestvast staal geperst. Wanneer bij (begin van) brand de houder wordt geactiveerd, komt het mengsel vrij en ontbrandt het, waarbij een fijne aerosol ontstaat van vaste deeltjes en tevens inerte gassen (stikstofoxiden, koolstofdioxide). Zowel deze gassen als de aerosol helpen om de brand te doven. De vrije kaliumradicalen in de aerosoldeeltjes reageren met de vrije radicalen in de brand tot stabiele verbindingen, en onderbreken daarmee de kettingreactie die de brand in feite is. De hulpstof is een "koelstof", die de verbrandingstemperatuur van het mengsel zo laag mogelijk moet houden. Het systeem is zowel beschikbaar in vaste houders om ruimten of objecten tegen brand te beschermen, als in kleine draagbare capsules ("First Responder"), die de brandweer in een brandende ruimte kan werpen om zo meer tijd voor evacuatie of de aanvoer van andere blusmiddelen te verkrijgen. Het systeem produceert geen giftige stoffen in schadelijke concentraties, verbruikt geen extra zuurstof en veroorzaakt geen bijkomende schade in de ruimten waar het vrijkomt[4].